# Ogasawarana ogasawarana
Ogasawarana ogasawarana é uma espécie de gastrópode  da família Helicinidae.
É endémica de Japão.